# Märten Kuusk
Märten Kuusk (Tallinn, 1996. április 5. –) észt válogatott labdarúgó, jelenleg a Katowice játékosa.

## Pályafutása

### Klubcsapatokban
Kuusk szülővárosának csapata, az észt Nõmme Kalju akadémiáján nevelkedett. A Nõmme Kalju csapatában mindössze egy bajnoki mérkőzésen lépett pályára; 2016 tavaszán kölcsönben a szintén észt élvonalbeli Rakvere Tarvas csapatában szerepelt. 2017 és 2022 között a Flora Tallinn labdarúgójaként több mint száz élvonalbeli mérkőzésen lépett pályára; háromszoros észt bajnok, egyszeres észt kupagyőztes és kétszeres észt szuperkupagyőztes lett a csapattal. 2022 január óta a magyar élvonalbeli Újpest FC játékosa. 2023-ban fél évre kölcsönbe visszakerült Tallinba. Kölcsönszerződése után visszatért Újpestre, azonban a kevés játéklehetőség miatt 2024 januárjában eligazolt a lengyel Katowice csapatába.

### Válogatott
Többszörös észt utánpótlás-válogatott. A felnőtt válogatottban 2019 januárjában debütált és azóta tizenhétszer lépett pályára a nemzeti együttesben.

## Sikerei, díjai
- Nõmme Kalju
  - Észt kupagyőztes: 2015
- Flora Tallinn
  - Észt bajnok: 2017, 2019, 2020
  - Észt kupagyőztes: 2020
  - Észt szuperkupagyőztes: 2020, 2021